# Тегенекли
Тегене́кли  (карач.-балк. Тегенекли) — село в Эльбрусском районе Кабардино-Балкарской Республики. Входит в состав муниципального образования «Сельское поселение Эльбрус».

## Этимология
Название села происходит от карачаево-балкарского наименования терновника (карач.-балк. тегенек) — «местность, где растёт терновник».

## География
Село Тегенекли расположено в южной части Эльбрусского района, в долине реки Баксан. Находится в 27 км к юго-западу от районного центра Тырныауз, в 3 км от административного центра села Эльбрус и в 17 км к востоку от подножия горы Эльбрус.
Граничит с землями населённых пунктов Эльбрус на севере и Байдаево на западе.
Селение находится в высокогорной части республики, в долине Баксанского ущелья. Средние высоты на территории села, в долине Баксанского ущелья составляют около 1840 метров над уровнем моря. Наивысшей точкой является гора Тегенеклибаши (3 502 м), расположенная к северо-западу от села.
Гидрографическая сеть представлена рекой Баксан и её мелкими притоками, стекающими с окрестных хребтов, пересекая территорию села.
Климат горный умеренный. Средние температуры колеблется от +13,0°С в июле, до -5,5°С в январе. Среднегодовое количество осадков составляет 930 мм. Снег в долине лежит в период с октября по апрель. Особо опасен дующий весной с гор в долины горячий сухой ветер — фён, скорость которого может достигать 25-30 м/с.

## История
До депортации балкарцев в марте 1944 года, в окрестностях села располагалось несколько маленьких разбросанных аулов. В течение 13 лет, когда балкарцы были в депортации в Средней Азии и Казахстане, все аулы находились в заброшенном состоянии. А сама территория была в составе Грузинской ССР.
В 1957 году после возвращения балкарцев из депортации, на месте разрушенных аулов было основано одно новое поселение, названное жителями — Тегенекли.
С 1957 по 1995 года селение входило в состав Тырныаузского горсовета. В 1995 году включён в состав вновь образованного Эльбрусского района, как населённый пункт в составе сельского поселения Эльбрус.

## Население
| 2002 | 2010 | 2021 |
| ---- | ---- | ---- |
| 186  | ↗265 | ↗317 |

Национальный состав
По данным Всероссийской переписи населения 2010 года:
| Народ    | Численность, чел. | Доля от всего населения, % |
| -------- | ----------------- | -------------------------- |
| балкарцы | 257               | 97,0 %                     |
| другие   | 8                 | 3,0 %                      |
| всего    | 265               | 100 %                      |

## Экономика
Экономика села связана с туризмом и частным животноводством. К западу от Тегенекли расположен старейший альплагерь в республике — «Баксан».

## Улицы
В селе всего одна улица — Балкарская.

## Достопримечательности
- Альпинистско-охотничий музей им. В. С. Высоцкого, открыт 24 августа 1997 года (43°14′56″ с. ш. 42°36′42″ в. д.HGЯO).[6]